# 寄居蟹的諾亞方舟
《寄居蟹的諾亞方舟》，是一部2011年臺灣紀錄片，由李惠仁執導。獲得2012年亚洲电视大奖的「技術與創意／最佳導播」。

## 劇情
本片記錄新北市立八里愛心教養院4位院生，其中罹患肌肉萎縮症的孜維就讀真理大學應用日文系，並參加地板滾球比賽。

## 發布
2012年3月12日韓瑜擔任該片的神秘嘉賓。

## 奬項
| 年份   | 頒獎典禮     | 獎項                 | 名字   | 結果 |
| 2012年 | 亚洲电视大奖 | 技術與創意／最佳導播 | 李惠仁 | 獲獎 |